# عمر الخجه
عمر الخجه (انگلیسی: Omar Al Khouja؛ زادهٔ ۱ مارس ۲۰۰۰) بازیکن فوتبال اهل لیبی است.
وی همچنین در تیم ملی فوتبال لیبی بازی کرده‌است.